# Kage
Kage (Shadow of the Ninja в США, Blue Shadow в Европе) — видеоигра в жанре платформера, разработанная компанией Natsume в 1990 году эксклюзивно для игровой консоли Nintendo Entertainment System.
Из названия европейской версии игры были убраны упоминания ниндзя и жестоких боевых искусств в связи с политикой регулирования содержания, существовавшей в Европе в то время.
В том же году команда разработчиков игры также разработала игру Ninja Gaiden Shadow, объединяющую элементы игры Kage и популярной серии Ninja Gaiden.

## Сюжет
В 2029 году злой император Гаруда захватил Нью-Йорк, что привело к гибели множества людей. Его пытаются остановить два героя игры, ниндзя Хаятэ (мужчина) и Каэдэ (женщина).

## Игровой процесс
Игрок или игроки могут выбрать одного из двух героев. Герои могут бегать, атаковать, прыгать, приседать и зацепляться за балки. По умолчанию игроки начинают с катаной, которую можно обменять на кусаригаму (подобрав соответствующий бонус) и обратно при подборе бонуса с изображением меча. Катана атакует на ближнем расстоянии и только по горизонтали. Кусаригама атакует немного дальше по горизонтали, диагонально и вертикально, но скорость атаки очень медленная и вблизи не может задеть цель. В некоторых случаях кусаригама способна наносить двойной урон.
Если подобрать оружие, которым уже обладает персонаж, повысится сила этого оружия. Подобрав катану повторно первый раз, при атаке будет исходить волна на короткое расстояние, подобрав второй раз, дальность волны существенно увеличится. При первом повторном подборе кусаригамы увеличивается скорость атаки, подобрав второй раз при атаке будет исходить волна на короткое расстояние, тем самым исправляя проблему атаки на слишком близкой дистанции. Сила оружия падает, если игрок получает слишком много урона.
Дополнительно можно подобрать метательное оружие: сюрикен (20 штук) и бомбы (5 штук). Свойства метательного оружия напрямую зависят от текущего уровня основного оружия. Так, сюрикен превращается в быстрый кунай, если основное оружие поднималось повторно один раз, и приобретает свойство частично самонаводиться, если основное оружие подбиралось повторно дважды. Бомбы лишь незначительно увеличивают дальность броска. При использовании метательного оружия оружие ближнего боя недоступно.
Бонусы подбираются из ящиков. Помимо оружия, также можно найти флягу (частично восполняющую здоровье), найти скрытый свиток, временно поднимающий силу текущего основного оружия до максимума. Свиток скрыт в пустых местах, вычислить которые можно, атакуя пустой воздух (будет слышен характерный звук). Также игрок может использовать нинпо, на использование которого тратится половина здоровья. Необходимо удерживать кнопку удара приблизительно 6 секунд. Отпустив кнопку атаки, персонаж вызывает молнии. Наносится очень сильный урон в пределах экрана. После применения погибают почти все обычные противники, боссы получают серьёзный урон. Нинпо также атакует ящики и места, где скрыты свитки, тем самым раскрывая их место нахождения.
В игру можно играть в одиночку, так и вдвоём. Выбор персонажа чисто эстетический, так как оба персонажа не имеют преимуществ или недостатков друг перед другом. В режиме двух игроков 5 кредитов делятся между обоими игроками и в случае потери всех 5и кредитов, игру придётся начать с самого первого уровня.
Всего в игре пять уровней, некоторые из которых поделены на подуровни. В конце каждого уровня происходит сражение с боссом или промежуточным боссом. После победы игрока над боссом здоровье пополняется в зависимости от расстояния игрока до взрывающегося босса (чем дальше, тем меньше). Количество здоровья сохраняется при переходе на следующий уровень.

## Интересные факты
В 1991 году GamePro проводила конкурс, наградив 10 читателей бесплатной копией игры. GamePro утверждала, что эти копии были эксклюзивными версиями, обладали системой паролей, которые отсутствовали в любой другой версии игры. Однако ещё никто не подтвердил факт обладания такой копией.